# Extinción (libro)
Extinción (título original en inglés: Oblivion: Stories) es el tercer y último libro de cuentos del escritor estadounidense David Foster Wallace. Fue publicado en el año 2004 por la editorial Little, Brown and Company. En español, fue publicado por primera vez en el 2005 por la editorial Mondadori.
La colección fue incluida en la lista del The New York Times acerca de los 100 libros más notables del 2004. Además, el quinto cuento del libro, El neón de siempre, fue incluido en la antología del Premio O. Henry 2002.

## Contenido
Extinción se trata de una recopilación de relatos breves escritos por Foster Wallace desde 1998. Son ocho las historias que se reúnen y aparecen en el orden siguiente:
- Señor Blandito (Mister Squishy). Apareció por primera vez en el año 2000 en McSweeney's.
- El alma no es una herrería (The Soul Is Not a Smithy). Apareció por primera vez en el número 57 de la revista AGNI en el año 2003.
- Encarnaciones de niños quemados (Incarnations of Burned Children). Publicada por primera vez en noviembre del 2000 en la revista Esquire.
- Otro pionero (Another Pioneer). Publicada por primera vez en el verano del 2001 en Colorado Rewiew.
- El neón de siempre (Good Old Neon), aparecida por primera vez en el número 37 de la revista Conjuctions en noviembre del 2001, fue llamada por el escritor Chad Harbach en su reseña sobre el libro «una obra maestra indiscutible»,[4] así como apareció en la antología del Premio O. Henry del año 2002.[3]
- La filosofía y el espejo de la naturaleza (Philosophy and the Mirror of Nature) fue publicada originalmente, de una manera diferente y con el título Yet Another Example of the Porousness of Certain Borders (VIII), en el primer número de McSweeney's en 1998.
- Extinción (Oblivion). Publicada por primera vez en el primer número de Black Clock.[5]
- El canal del sufrimiento (The Suffering Channel).